# 미륵보살반가사유비상
미륵보살반가사유비상(彌勒菩薩半跏思惟碑像)은 충청북도 청주시, 국립청주박물관에 있는 통일신라의 보살상이다. 1963년 1월 21일 대한민국의 보물 제368호로 지정되었다.

## 개요
미륵보살반가사유비상(彌勒菩薩半跏思惟碑像)은 그 생김새가 탑비(塔碑)를 닮았다 하여 비상(碑像)이라 불리는데, 아래쪽의 대좌, 중앙의 사면석, 위쪽의 덮개돌이 모두 하나의 돌로 이루어져 있다.
T자형을 이루고 있는 이 비상은 정면에 왼발을 내리고 오른발을 왼쪽 다리에 올린 반가상을 크게 새기고 있다. 오른손을 들어 뺨에 대고 생각하는 자세를 취하고 있는 반가상은 머리에 화려한 관(冠)을 쓰고 있으며 목걸이와 구슬장식을 갖추고 있다. 양 측면에는 두손에 보주를 들고 정면을 향하고 있는 보살입상이 새겨져 있는데, 반가상을 본존으로 삼아서 3존 형식을 의도한 것으로 보인다. 뒷면에는 보탑(寶塔)을 크게 새겼는데 이 보탑으로 보아서 정면의 반가상이 미륵보살을 형상화한 것으로 해석할 수 있다. 
4각형의 대좌에는 중앙에 둥근 화병을 놓고 그 좌우에 꿇어 앉은 공양상을 조각하였는데, 대좌의 양 측면에도 정면을 향해 꿇어 앉은 공양상을 표현하였다.
이 석상은 삼국시대 우리나라에서 유행한 미륵신앙을 배경으로 크게 발달한 반가사유상 양식의 귀중한 유품이며, 만든 연대는 조각솜씨로 미루어 보아 충남 연기군 비암사에서 함께 발견된 계유명전씨아미타불삼존석상(국보 제106호)과 같은 673년으로 추정된다. 백제가 멸망한 지 얼마되지 않은 시기에 그 영역에서 조성된 이들 석상은 백제의 석조미술 수준을 확인할 수 있게 해주는 좋은 예이다.

## 같이 보기
- 계유명전씨아미타불삼존석상(국보 제106호)

## 참고 자료
- 미륵보살반가사유비상 - 국가유산청 국가유산포털